# Chlosyne rosita

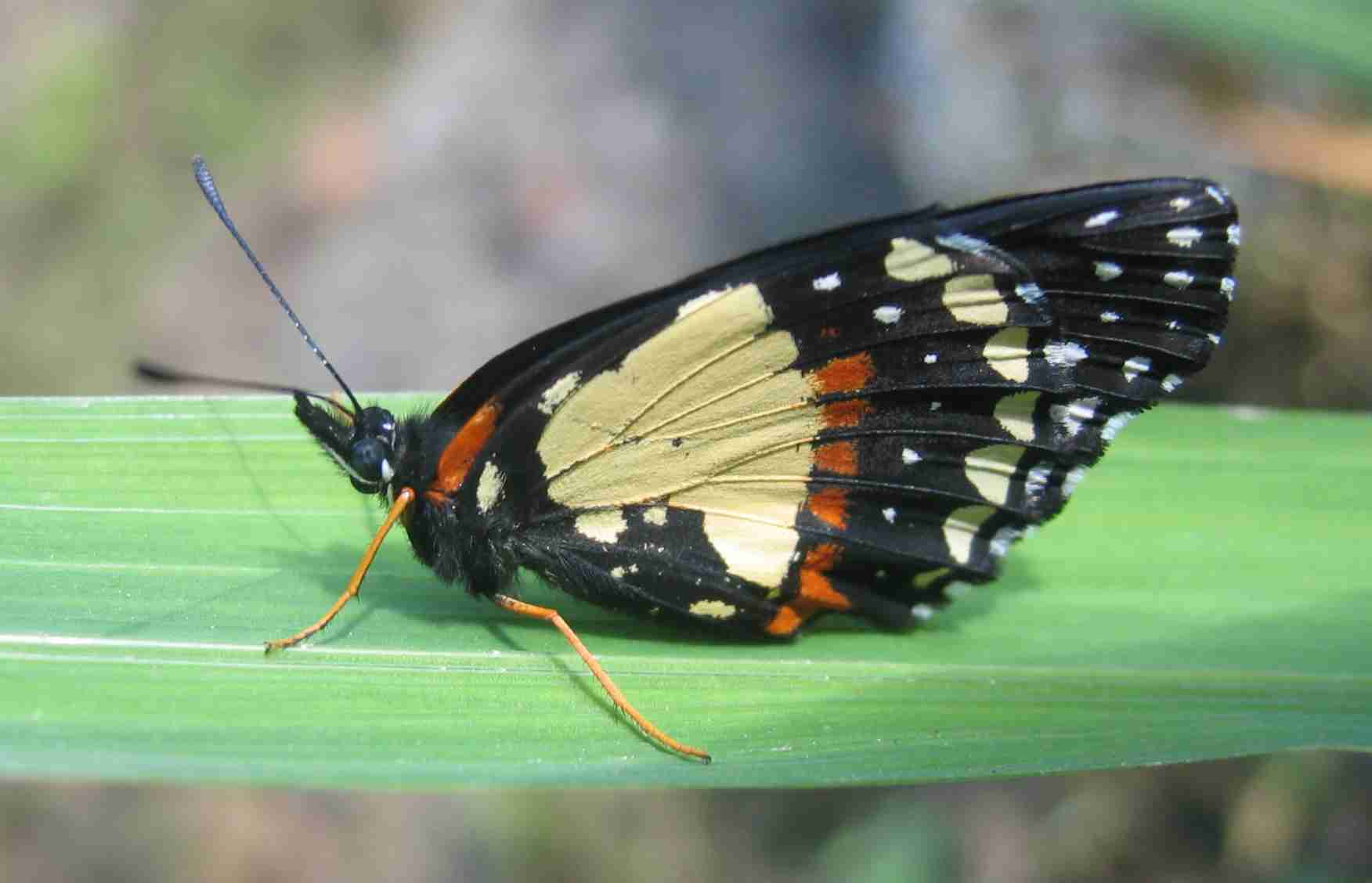
Flügelunterseite

Chlosyne rosita ist ein Schmetterling (Tagfalter) aus der Familie der Edelfalter (Nymphalidae). 

## Merkmale

### Falter
Die Flügelspannweite der Falter beträgt 37 bis 50 Millimeter. Die Vorderflügeloberseiten sind tiefschwarz gefärbt und mit vielen kleinen weißen Flecken versehen. Die Hinterflügeloberseite zeigt eine kräftig orange Farbe, die von einem breiten schwarzen Band in der Submarginalregion begrenzt wird. Die Vorderflügelunterseite bildet im Wesentlichen die Oberseite etwas blasser ab. Auf der Hinterflügelunterseite ist die Basalregion schwärzlich sowie die Diskalregion zeichnungslos ockerfarben und von einer rötlichen Linie nach außen begrenzt. Von der schwarz gefärbten Submarginalregion heben sich weiße und ockerfarbene Punktreihen ab.

### Raupe, Puppe
Ausgewachsene Raupen haben eine weißlich blaue bis hell grünliche Farbe und einen schwarzen Seitenstreifen. Von jedem Segment gehen dunkle, stark verzweigte Dornen aus. Der Kopf ist orange braun.
Die Puppe ist gelblich bis weißlich oder dunkelbraun gefärbt und mit kleinen schwarzen Punkten oder Streifen versehen. Sie ist als Stürzpuppe ausgebildet.

### Ähnliche Arten
Chlosyne janais unterscheidet sich eindeutig durch mehrere schwarze Punktreihen in der Diskalregion auf der Hinterflügelunterseite.

## Verbreitung und Vorkommen
Das Hauptverbreitungsgebiet der Art liegt in Mittelamerika, das nördlichste Vorkommen befindet sich in den US-Bundesstaaten Arizona und Texas. Chlosyne rosita besiedelt bevorzugt offene subtropische Wälder.

## Unterarten
Neben der aus Guatemala bekannten Nominatform Chlosyne rosita rosita werden die folgenden weiteren Unterarten, die sämtlich in Mexiko vorkommen, unterschieden:
- Chlosyne rosita browni Bauer, 1961
- Chlosyne rosita mazarum Miller & Rotger, 1979
- Chlosyne rosita montana Hall, 1924
- Chlosyne rosita riobalsensis Bauer, 1961

## Lebensweise
Die Falter fliegen in fortlaufenden Generationen. Sie saugen gerne an Blüten. Die Eier werden in Gruppen auf der Unterseite der Nahrungspflanze abgelegt. Junge Raupen leben gesellig und ernähren sich von den Blättern verschiedener Akanthusgewächsen (Acanthaceae).